# Tomislav Višević
Tomislav Višević (ur. 9 grudnia 1980 w Karlsruhe) – chorwacki piłkarz występujący na pozycji obrońcy.
Wcześniej reprezentował barwy takich drużyn jak HNK Cibalia, NK Posušje, Metałurh Zaporoże, Neftçi PFK, Olimpik Baku i Zagłębie Lubin.
W sezonie 2004/2005 zdobył mistrzostwo Azerbejdżanu z drużyną Neftçi PFK, a w sezonie 2006/2007 mistrzostwo Polski z Zagłębiem Lubin.